# Badger da Silveira
Badger Teixeira da Silveira (Bom Jesus do Itabapoana, 1916 — 9 de maio de 1999) foi um político brasileiro.
Era irmão do ex-governador Roberto Silveira e tio do político Jorge Roberto Silveira, quatro vezes prefeito de Niterói.
Um dos fundadores do PTB fluminense, Badger da Silveira foi delegado de polícia e vereador na cidade de Resende e, quando da ascensão de seu irmão ao governo do estado, foi nomeado secretário de Educação e posteriormente ministro do Tribunal de Contas.

Leonel de Moura Brizola em palestra com Badger Teixeira da Silveira.

Após a morte de seu irmão em um acidente aéreo e dos "governos-tampão" de José de Carvalho Janotti e Luís Miguel Pinaud é eleito governador do estado do Rio nas eleições de 1962. Seu primeiro ato como governador foi abastecer com gêneros alimentícios as unidades hospitalares estaduais, para debelar a crise hospitalar pela qual o estado do Rio de Janeiro passava.
Aliado do presidente João Goulart, perdeu o mandato logo após o Golpe Militar de 1964, tendo seus direitos políticos cassados mesmo havendo negado qualquer envolvimento com movimentos subversivos e reafirmando sua fé católica, nas suas últimas tentativas de se manter no poder.
Após a votação do seu impedimento pela Assembléia Legislativa fluminense, foi substituído pelo general Paulo Francisco Torres, nomeado pelo presidente Castelo Branco. Teve ainda seus direitos políticos cassados por dez anos com base o AI-1 e retirou-se da vida pública.
Apesar de ter tido seus direitos políticos cassados, o então novo governador do estado do Rio de Janeiro, o general Paulo Torres, contrariando as expectativas de exoneração, decidiu manter Badger no Tribunal de Contas do Estado, mas com a restrição dele ser colocado a disponibilidade e ter um decréscimo no salário. Ao assumir o governo, o general Paulo Torres afirmou que iria fazer um governo sem perseguições, mas dentro do espírito vitorioso da Revolução de Abril de 1964